# Bibury
Koordinaten: 51° 45′ N, 1° 50′ W

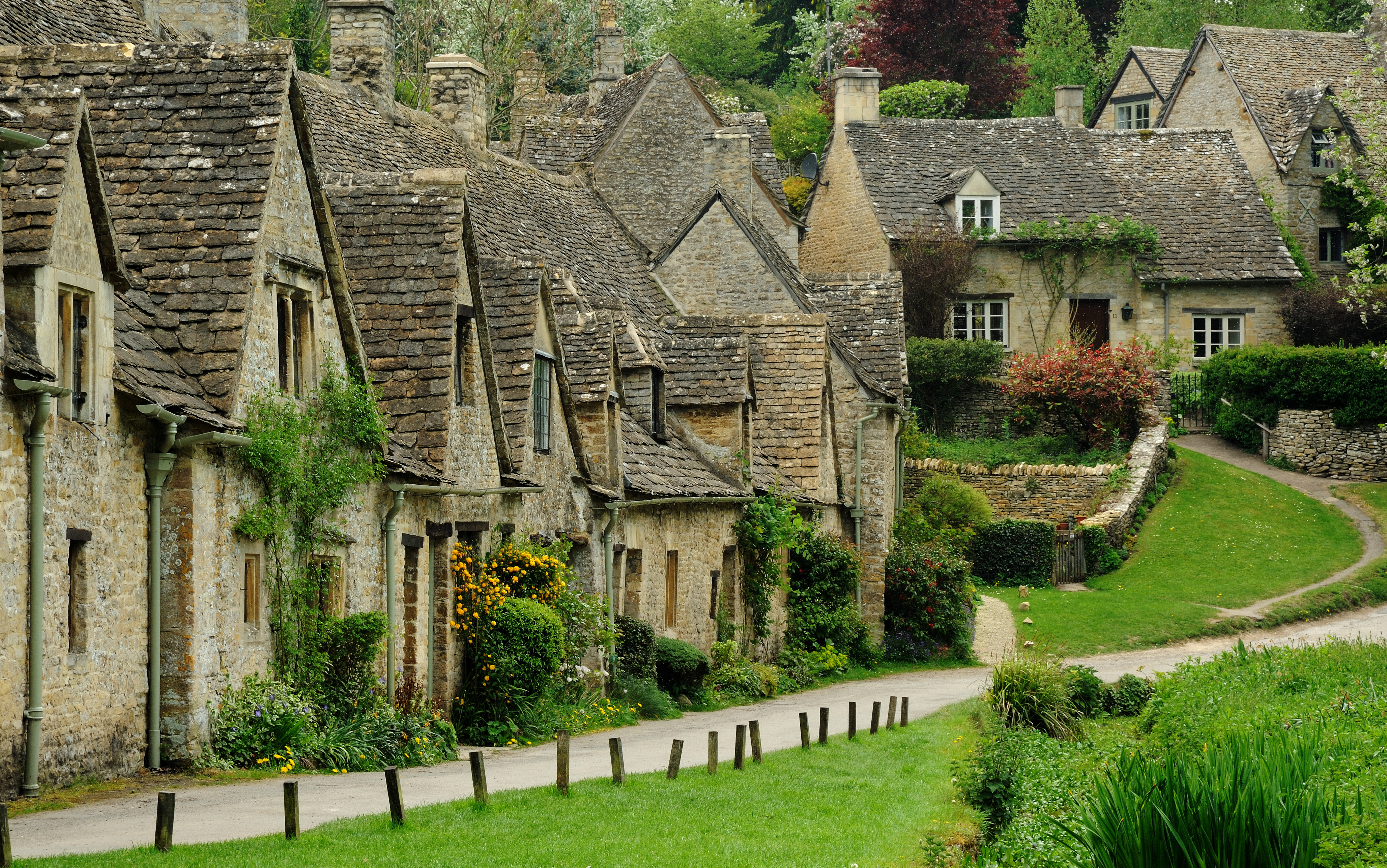
Häuser in Bibury

Bibury ist ein Dorf in der Grafschaft Gloucestershire in England. Es gilt als besonders typisches Dorf der Cotswolds.

## Bedeutung
Der Künstler und Schriftsteller William Morris nannte Bibury „the most beautiful village in England“ (dt.: Das schönste Dorf in England). Die honigfarbenen Steinhäuser aus dem 17. Jahrhundert waren die Wohnstätte von Webern, die die benachbarte Arlington Mill mit Stoff versorgten. Arlington Row ist ein national bedeutendes architektonisches Denkmal, das auf der Innenseite einiger britischer Reisepässe abgebildet ist. Es ist ein wichtiges Ziel für Touristen, die die traditionellen ländlichen Dörfer, die Teehäuser und die vielen historischen Gebäude des Cotswold District besuchen; es ist einer von sechs Orten des Landes, die in Mini-Europa, Brüssel, dargestellt wurden. 

## Geschichte
Im Domesday Book (1086), einem Vermessungsprotokoll, das unter Wilhelm dem Eroberer erstellt wurde, wird der Ort Becheberie genannt, und es ist vermerkt, dass die Ländereien und die Kirche in Bibury dem Priorat St. Mary's in Worcester gehörten, von dem sie 1130 an die Abtei Osney in der Nähe von Oxford übergingen: Die Abtei behielt sie bis zu ihrer Auflösung im Jahr 1540.
Die St.-Marien-Kirche der Church of England ist ein spätes angelsächsisches Bauwerk mit späteren Anbauten und steht in der höchsten der drei Kategorien für Kulturerbe/Architektur, nämlich in der Kategorie I. Ihr Hauptmaterial ist ein unregelmäßig verlegter und gerillter Kalkstein mit einem Schieferdach. Sie besteht aus einem Kirchenschiff mit nördlichem und südlichem Seitenschiff, einer südlichen Vorhalle, einem nordwestlichen Turm und einem Chor, einem Turm und gewölbten Türöffnungen. Der Kirchhof wurde als "von besonderem Interesse wegen des bemerkenswerten Überbleibens so vieler hervorragend geschnitzter Tischgräber mit Aufsätzen und Grabsteinen mit Cherubinen und symbolischen Figuren aus dem siebzehnten und achtzehnten Jahrhundert" beschrieben. An der Südwand befindet sich eine frühe kanonische Sonnenuhr. Von 1130 bis zur englischen Reformation gehörte die Kirche zur Abtei von Osney in Oxford. 
Neben der Kirche befindet sich die Grundschule des Dorfes, die in den 1850er Jahren gebaut wurde. Im Jahr 2015 zählte die Schule 43 Schüler in zwei Klassen. 
Auf der Westseite des Dorfes befindet sich die Arlington Baptist Church, in sich die Gemeinde seit den 1740er Jahren versammelt.
Ende des 19. Jahrhunderts berichtete George Witts über die Entdeckung der römischen Villa von Bibury: "Im Jahr 1880 wurde in der Gemeinde Bibury, etwa 10 Kilometer nordöstlich von Cirencester, zufällig eine römische Villa entdeckt. Es wurden einige römische Töpferwaren, Münzen, Reste von Pflastersteinen usw. gefunden, aber da noch keine Untersuchung stattgefunden hat, kann keine Beschreibung des Gebäudes gegeben werden." (George Witts, 1883)
Die Stätte befindet sich in einem kleinen, flachen Mäander flussabwärts der Brücke auf der Seite von Arlington, Bibury. 
Das eigentliche Dorf Bibury am Ostufer besteht aus etwa 40 Häusern und Geschäften sowie zwei bekannten Hotels. Der einzige Pub, The Catherine Wheel, existiert seit dem 15. Jahrhundert.

## Sehenswertes
- Arlington Mill. Diese ehemalige Mühle beherbergt heute ein Folklore- und Landwirtschaftsmuseum. Ein Zimmer des Gebäudes ist dem Schriftsteller William Morris gewidmet.
- Eine weitere Attraktion in Bibury ist eine Forellenzucht aus dem Jahr 1902. Jährlich werden 10 Millionen Regenbogenforellen gezogen.

Das kleine Flüsschen River Coln fließt durch den Ort neben der Hauptstraße.

## Tourismus
Das Dorf ist mit seiner typisch britischen Architektur heute zusehends eine Touristenattraktion. Allerdings hat die Zahl der Touristen derart zugenommen, dass sie als typisches Beispiel für Overtourism zunehmend Probleme bereitet. Laut einem Artikel im Daily Express zieht Bibury an Wochenenden bis zu 20.000 Besucher an, die vor allem in Reisebussen anreisen. Die Infrastruktur des Dorfes mit nur etwa 600 Einwohnern ist für solches Verkehrs- und Personenaufkommen nicht ausgelegt. Eine Arbeitsgruppe aus Vertretern von Politik und Polizei will sich dafür einsetzen, „die Sicherheit und das Wohlergehen der Einwohner und Besucher von Bibury zu gewährleisten.“ Unter anderem sollen der Zutritt für Reisebusse beschränkt und Halte- und Parkverbote für Autos und Busse eingeführt werden.

## Persönlichkeiten
- C. J. Cutcliffe Hyne (1866–1944), Schriftsteller